# Pranger u Vinici
Pranger u Vinici, tzv. „sramotni stup”, nalazi se u Vinici, na Trgu Matije Gupca. Upotrebljavao se kao kamena mjera i za sramotno izlaganje. Na kamenom postamentu izdiže se obelisk trokutnog presjeka, visok 253 cm. Sa svake strane, na visini od 170 cm, nalazi se glava muškarca s brkovima, koja gotovo u punom profilu izlazi iz površine stupa. Na prednjoj strani, ispod glave, uklesan je tekst na latinskom: „IVSTAM MENSVR(AM) TENETE”, tj. mjerite pošteno. Na postamentu se nalazi kamena posuda 46 cm široka i 25 cm duboka, s otvorom pri dnu, poput neke vrste mjere. Stup se može datirati u 17. st. Pranger je jedini spomenik u ovom kraju, koji podsjeća na nekadašnje suđenje i mjerenje, a koji je ostao očuvan do današnjeg dana.

## Zaštita
Pod oznakom Z-1933 zavedeno je kao nepokretno kulturno dobro - pojedinačno, pravna statusa zaštićena kulturnog dobra, klasificirano kao "urbana oprema".

## Vanjske poveznice
- Peškan, Ivana; Pascuttini–Juraga, Vesna. 28. prosinca 2011. “Vinica i Pranger”. Starohrvatska prosvjeta. III. (38)